# Jakobtjärnen, Ångermanland
Jakobtjärnen är en sjö i Örnsköldsviks kommun i Ångermanland och ingår i Husåns huvudavrinningsområde.